# Ivy Compton-Burnett
Ivy Compton-Burnett (5 juni 1884 -  27 augustus 1969) was een Engels romanschrijfster.
Zij groeide op in een groot gezin in Hove en Londen en was de dochter van een bekend homeopathisch arts. 
In 1911 verscheen haar eerste roman, Dolores, die weinig opzien baarde en waar zij zich later enigszins van distantieerde. 

Het succes kwam met haar tweede werk, Pastors and Masters (1925) dat goed ontvangen werd en zeer lovende kritieken oogstte, waarbij het woord 'geniaal' niet werd geschuwd. Hiermee had zij haar stiel gevonden, en haar verdere werken kenden dezelfde stijl: het beschrijven van veelal alledaagse, maar soms ook schokkende, gebeurtenissen in grote eduardiaanse gezinnen. De meeste boeken concentreren zich rond een huistiran, die zijn/haar armere familieleden die allen in hetzelfde huis leven, onderdrukt. Haar schrijfstijl was sober en ironisch, in sommige boeken humoristisch. Opvallend in haar werk is, dat de verhalen grotendeels in dialoogvorm zijn geschreven. Verder maakt zij spaarzaam gebruik van interpunctie.  Het meeste succes had ze met Manservants and Maidservants, dat ze samen met A House and its Head als haar favoriete boeken beschouwde.
Hoewel haar leven de nodige hoogte- en dieptepunten kende, beschrijft ze zelf haar levensloop als rustig en alledaags, niet iets waar veel over te melden valt. Zij bleef ongetrouwd. In 1967 werd zij onderscheiden met de titel 'Dame Commander' in de Orde van het Britse Rijk.